# Rugby în VII la Jocurile Olimpice de vară din 2020 - turneul masculin
Turneul masculin de rugby în VII de la Jocurile Olimpice de vară din 2020 a avut loc în perioada 26-28 iulie 2021 la Stadionul Tokyo.

## Faza grupelor

### Grupa A

#### Clasament
| Loc | Echipa        | Meciuri jucate | Victorii | Egaluri | Înfrângeri | Puncte Pentru | Puncte Împotrivă | Diferență | Puncte | Calificare                         |
| --- | ------------- | -------------- | -------- | ------- | ---------- | ------------- | ---------------- | --------- | ------ | ---------------------------------- |
| 1   | Noua Zeelandă | 3              | 3        | 0       | 0          | 99            | 31               | +68       | 9      | Calificare în Sferturile de finală |
| 2   | Argentina     | 3              | 2        | 0       | 1          | 99            | 54               | +45       | 7      | Calificare în Sferturile de finală |
| 3   | Australia     | 3              | 1        | 0       | 2          | 73            | 48               | +25       | 5      | Calificare în Sferturile de finală |
| 4   | Coreea de Sud | 3              | 0        | 0       | 3          | 10            | 148              | -138      | 3      |                                    |

#### Rezultate
| 26 iulie 2021 | Noua Zeelandă | 50 - 5  | Coreea de Sud | Stadionul Tokyo |
| 26 iulie 2021 | Australia     | 19 – 29 | Argentina     | Stadionul Tokyo |

| 26 iulie 2021 | Noua Zeelandă | 35 – 14 | Argentina     | Stadionul Tokyo |
| 26 iulie 2021 | Australia     | 42 - 5  | Coreea de Sud | Stadionul Tokyo |

| 27 iulie 2021 | Argentina     | 56 - 0  | Coreea de Sud | Stadionul Tokyo |
| 27 iulie 2021 | Noua Zeelandă | 14 – 12 | Australia     | Stadionul Tokyo |

### Grupa B

#### Clasament
| Loc | Echipa         | Meciuri jucate | Victorii | Egaluri | Înfrângeri | Puncte Pentru | Puncte Împotrivă | Diferență | Puncte | Calificare                         |
| --- | -------------- | -------------- | -------- | ------- | ---------- | ------------- | ---------------- | --------- | ------ | ---------------------------------- |
| 1   | Fiji           | 3              | 3        | 0       | 0          | 85            | 40               | +45       | 9      | Calificare în Sferturile de finală |
| 2   | Marea Britanie | 3              | 2        | 0       | 1          | 65            | 33               | +32       | 7      | Calificare în Sferturile de finală |
| 3   | Canada         | 3              | 1        | 0       | 2          | 50            | 64               | -14       | 5      | Calificare în Sferturile de finală |
| 4   | Japonia        | 3              | 0        | 0       | 3          | 31            | 94               | -63       | 3      |                                    |

#### Rezultate
| 26 iulie 2021 | Fiji           | 24 - 19 | Japonia | Stadionul Tokyo |
| 26 iulie 2021 | Marea Britanie | 24 - 0  | Canada  | Stadionul Tokyo |

| 26 iulie 2021 | Marea Britanie | 34 – 0  | Japonia | Stadionul Tokyo |
| 26 iulie 2021 | Fiji           | 28 - 14 | Canada  | Stadionul Tokyo |

| 27 iulie 2021 | Canada | 36 - 12 | Japonia        | Stadionul Tokyo |
| 27 iulie 2021 | Fiji   | 33 – 7  | Marea Britanie | Stadionul Tokyo |

### Grupa C

#### Clasament
| Loc | Echipa        | Meciuri jucate | Victorii | Egaluri | Înfrângeri | Puncte Pentru | Puncte Împotrivă | Diferență | Puncte | Calificare                         |
| --- | ------------- | -------------- | -------- | ------- | ---------- | ------------- | ---------------- | --------- | ------ | ---------------------------------- |
| 1   | Africa de Sud | 3              | 3        | 0       | 0          | 64            | 31               | +33       | 9      | Calificare în Sferturile de finală |
| 2   | SUA           | 3              | 2        | 0       | 1          | 50            | 48               | +2        | 7      | Calificare în Sferturile de finală |
| 3   | Irlanda       | 3              | 1        | 0       | 2          | 43            | 59               | -16       | 5      |                                    |
| 4   | Kenya         | 3              | 0        | 0       | 3          | 26            | 45               | -19       | 3      |                                    |

#### Rezultate
| 26 iulie 2021 | Africa de Sud | 33 - 14 | Irlanda | Stadionul Tokyo |
| 26 iulie 2021 | SUA           | 19 - 14 | Kenya   | Stadionul Tokyo |

| 26 iulie 2021 | SUA           | 19 – 17 | Irlanda | Stadionul Tokyo |
| 26 iulie 2021 | Africa de Sud | 14 - 5  | Kenya   | Stadionul Tokyo |

| 27 iulie 2021 | Kenya         | 7 - 12  | Irlanda | Stadionul Tokyo |
| 27 iulie 2021 | Africa de Sud | 17 – 12 | SUA     | Stadionul Tokyo |

### Clasamentul echipelor de pe locul 3
| Loc | Grupa | Echipa    | Meciuri jucate | Victorii | Egaluri | Înfrângeri | Puncte Pentru | Puncte Împotrivă | Diferență | Puncte | Calificare                         |
| --- | ----- | --------- | -------------- | -------- | ------- | ---------- | ------------- | ---------------- | --------- | ------ | ---------------------------------- |
| 1   | A     | Australia | 3              | 1        | 0       | 2          | 73            | 48               | +25       | 5      | Calificare în Sferturile de finală |
| 2   | B     | Canada    | 3              | 1        | 0       | 2          | 50            | 64               | -14       | 5      | Calificare în Sferturile de finală |
| 3   | C     | Irlanda   | 3              | 1        | 0       | 2          | 43            | 59               | -16       | 5      |                                    |

## Faza eliminatorie

### Meciurile pentru locurile 9–12
|  | Semifinale                 | Semifinale |                            |    | Meciul pentru locul 9 | Meciul pentru locul 9 |
|  |                            |            |                            |    |                       |                       |
|  | 27 iulie – Stadionul Tokyo |            |                            |    |                       |                       |
|  |                            |            |                            |    |                       |                       |
|  | Irlanda                    | 31         |                            |    |                       |                       |
|  | Irlanda                    | 31         | 28 iulie – Stadionul Tokyo |    |                       |                       |
|  | Coreea de Sud              | 0          |                            |    |                       |                       |
|  | Coreea de Sud              | 0          | Irlanda                    | 0  |                       |                       |
|  | 27 iulie – Stadionul Tokyo |            | Irlanda                    | 0  |                       |                       |
|  |                            | Kenya      | 22                         |    |                       |                       |
|  | Kenya                      | Kenya      | 22                         | 21 |                       |                       |
|  | Kenya                      |            |                            | 21 |                       |                       |
|  | Japonia                    | 7          |                            |    |                       |                       |
|  | Japonia                    | 7          | Meciul pentru locul 11     |    |                       |                       |
|  |                            |            |                            |    |                       |                       |
|  | 28 iulie – Stadionul Tokyo |            |                            |    |                       |                       |
|  |                            |            |                            |    |                       |                       |
|  | Coreea de Sud              | 19         |                            |    |                       |                       |
|  | Coreea de Sud              | 19         |                            |    |                       |                       |
|  | Japonia                    | 31         |                            |    |                       |                       |

#### Semifinale
| 27 iulie 2021 | Irlanda | 31 - 0 | Coreea de Sud | Stadionul Tokyo |
| 27 iulie 2021 | Kenya   | 21 – 7 | Japonia       | Stadionul Tokyo |

#### Meciul pentru locul 11
| 27 iulie 2021 | Coreea de Sud | 19 - 31 | Japonia | Stadionul Tokyo |

#### Meciul pentru locul 9
| 27 iulie 2021 | Irlanda | 0 - 22 | Kenya | Stadionul Tokyo |

### Meciurile pentru locurile 5–8
|  | Semifinale                 | Semifinale    |                            |    | Meciul pentru locul 5 | Meciul pentru locul 5 |
|  |                            |               |                            |    |                       |                       |
|  | 28 iulie – Stadionul Tokyo |               |                            |    |                       |                       |
|  |                            |               |                            |    |                       |                       |
|  | Canada                     | 14            |                            |    |                       |                       |
|  | Canada                     | 14            | 28 iulie – Stadionul Tokyo |    |                       |                       |
|  | SUA                        | 21            |                            |    |                       |                       |
|  | SUA                        | 21            | SUA                        | 7  |                       |                       |
|  | 28 iulie – Stadionul Tokyo |               | SUA                        | 7  |                       |                       |
|  |                            | Africa de Sud | 28                         |    |                       |                       |
|  | Africa de Sud              | Africa de Sud | 28                         | 22 |                       |                       |
|  | Africa de Sud              |               |                            | 22 |                       |                       |
|  | Australia                  | 19            |                            |    |                       |                       |
|  | Australia                  | 19            | Meciul pentru locul 7      |    |                       |                       |
|  |                            |               |                            |    |                       |                       |
|  | 28 iulie – Stadionul Tokyo |               |                            |    |                       |                       |
|  |                            |               |                            |    |                       |                       |
|  | Canada                     | 7             |                            |    |                       |                       |
|  | Canada                     | 7             |                            |    |                       |                       |
|  | Australia                  | 26            |                            |    |                       |                       |

#### Semifinale
| 28 iulie 2021 | Canada        | 14 - 21 | SUA       | Stadionul Tokyo |
| 28 iulie 2021 | Africa de Sud | 22 – 19 | Australia | Stadionul Tokyo |

#### Meciul pentru locul 7
| 28 iulie 2021 | Canada | 7 - 26 | Australia | Stadionul Tokyo |

#### Meciul pentru locul 5
| 28 iulie 2021 | SUA | 7 - 28 | Africa de Sud | Stadionul Tokyo |

### Playoff
|  | Sferturi de finală         | Sferturi de finală         |                            |    | Semifinale                     | Semifinale                     |  |  | Meciul pentru medalia de aur | Meciul pentru medalia de aur |
|  |                            |                            |                            |    |                                |                                |  |  |                              |                              |
|  | 27 iulie – Stadionul Tokyo |                            |                            |    |                                |                                |  |  |                              |                              |
|  |                            |                            |                            |    |                                |                                |  |  |                              |                              |
|  | Noua Zeelandă              | 21                         |                            |    |                                |                                |  |  |                              |                              |
|  | Noua Zeelandă              | 21                         | 28 iulie – Stadionul Tokyo |    |                                |                                |  |  |                              |                              |
|  | Canada                     | 10                         |                            |    |                                |                                |  |  |                              |                              |
|  | Canada                     | 10                         | Noua Zeelandă              | 29 |                                |                                |  |  |                              |                              |
|  | 27 iulie – Stadionul Tokyo |                            | Noua Zeelandă              | 29 |                                |                                |  |  |                              |                              |
|  |                            | Marea Britanie             | 7                          |    |                                |                                |  |  |                              |                              |
|  | Marea Britanie             | Marea Britanie             | 7                          | 26 |                                |                                |  |  |                              |                              |
|  | Marea Britanie             |                            | 28 iulie – Stadionul Tokyo | 26 |                                |                                |  |  |                              |                              |
|  | SUA                        | 21                         |                            |    |                                |                                |  |  |                              |                              |
|  | SUA                        | 21                         | Noua Zeelandă              | 12 |                                |                                |  |  |                              |                              |
|  | 27 iulie – Stadionul Tokyo |                            | Noua Zeelandă              | 12 |                                |                                |  |  |                              |                              |
|  |                            | Fiji                       | 27                         |    |                                |                                |  |  |                              |                              |
|  | Africa de Sud              | Fiji                       | 27                         | 14 |                                |                                |  |  |                              |                              |
|  | Africa de Sud              | 28 iulie – Stadionul Tokyo |                            | 14 |                                |                                |  |  |                              |                              |
|  | Argentina                  | 19                         |                            |    |                                |                                |  |  |                              |                              |
|  | Argentina                  | 19                         | Argentina                  | 14 |                                |                                |  |  |                              |                              |
|  | 27 iulie – Stadionul Tokyo |                            | Argentina                  | 14 |                                |                                |  |  |                              |                              |
|  |                            | Fiji                       | 26                         |    | Meciul pentru medalia de bronz | Meciul pentru medalia de bronz |  |  |                              |                              |
|  | Fiji                       | Fiji                       | 26                         | 19 | Meciul pentru medalia de bronz | Meciul pentru medalia de bronz |  |  |                              |                              |
|  | Fiji                       |                            | 28 iulie – Stadionul Tokyo | 19 |                                |                                |  |  |                              |                              |
|  | Australia                  | 0                          |                            |    |                                |                                |  |  |                              |                              |
|  | Australia                  | 0                          | Marea Britanie             | 12 |                                |                                |  |  |                              |                              |
|  |                            |                            |                            |    |                                |                                |  |  |                              |                              |
|  | Argentina                  | 17                         |                            |    |                                |                                |  |  |                              |                              |
|  | Argentina                  | 17                         |                            |    |                                |                                |  |  |                              |                              |

#### Sferturi de finală
| 27 iulie 2021 | Noua Zeelandă  | 21 - 10 | Canada    | Stadionul Tokyo |
| 27 iulie 2021 | Marea Britanie | 26 – 21 | SUA       | Stadionul Tokyo |
| 27 iulie 2021 | Africa de Sud  | 14 - 19 | Argentina | Stadionul Tokyo |
| 27 iulie 2021 | Fiji           | 19 – 0  | Australia | Stadionul Tokyo |

#### Semifinale
| 28 iulie 2021 | Noua Zeelandă | 29 - 7  | Marea Britanie | Stadionul Tokyo |
| 28 iulie 2021 | Argentina     | 14 - 26 | Fiji           | Stadionul Tokyo |

#### Meciul pentru medalia de bronz
| 28 iulie 2021 | Marea Britanie | 12 - 17 | Argentina | Stadionul Tokyo |

#### Meciul pentru medalia de aur
| 28 iulie 2021 | Noua Zeelandă | 12 - 27 | Fiji | Stadionul Tokyo |